# Amolops ricketti
Amolops ricketti е вид жаба от семейство Водни жаби (Ranidae). Видът е незастрашен от изчезване.

## Разпространение
Разпространен е във Виетнам и Китай.

## Описание
Популацията на вида е намаляваща.